# حقوق سلبية وإيجابية
الحقوق السلبية والإيجابية (بالإنجليزيّة: Negative and positive rights) هي الحقوق الإجباريّة التي تدفع للفعل (حقوق إيجابيّة) أو اللافعل (حقوق سلبيّة). تلك الإلزامات ربما تكون إلزامات قانونيّة أو أخلاقيّة. كما يُطبَّق مفهوم الحقوق الإيجابيّة والسلبيّة أيضًا على حقوق الحريّة. فلنأخذ مثالًا حزبين في ساحة المحكمة: يكون لدى أدريان حق سلبيّ في [س] ضد كلاي فقط إذا كان كلاي ممنوعًا من التصرف في حق أدريان بطريقة ما بخصوص [س]. وعلى النقيض، لدى أدريان حق إيجابيّ في [س] ضد كلاي فقط إذا كان كلاي مُجبرًا أن يتصرَّف بطريقة ما في حق أدريان بخصوص [س]. فإذا كان لأدريان حق سلبيّ في الحياة ضد كلاي، فيجب على كلاي أن يمتنع عن قتل أدريان، أما إذا كان لأدريان حق إيجابيّ في الحياة ضد كلاي، فإن على كلاي أن يفعل ما بوسعه للحفاظ على حياة أدريان.
يمكن أن تتضمن الحقوق التي تُعتبر سلبيّة تلك الحقوق المدنيّة والسياسيّة مثل حرية التعبير والحياة والملكيّة الخاصة والحرية من الجريمة العنيفة وحرية الدين وحرية التقاضي والمحاكمة العادلة والحرية من العبوديّة.
أما الحقوق الإيجابيّة وكما اقترح القاضي التشيكيّ كاريل فاساك عام 1979، فتشمل حقوقًا مدنيّة وسياسيّة أخرى مثل حق الحماية الشرطيّة للأفراد والممتلكات وحق تكليف المحاميين وحقوق اقتصاديّة واجتماعيّة وثقافيّة أخرى مثل الطعام والإسكان والتعليم العام والتوظيف والحماية القوميّة والعسكريّة والتأمين الصحيّ والحماية الاجتماعيّة والوصول للإنترنت والحد الأدنى من متطلبات الحياة. في سياق «ثلاثة أجيال لحقوق الإنسان» ترتبط الحقوق السلبيّة بالجيل الأول من الحقوق، بينما ترتبط الحقوق الإيجابيّة بالجيل الثاني والثالث من الحقوق.
يرفض بعض الفلاسفة تلك المقاربة ولا يرون فائدة من فصل الحقوق وتصنيفها إلى سلبيّة وإيجابيّة.

## موجز
بناءً على نظرية الحقوق السلبيّة والإيجابيّة، الحق السلبيّ هو الحق الذي لا يجب أن يتعرَّض لفعل شخص آخر أو مجموعة أخرى –مثل الحكومة- في صورة الإجبار أو الإساءة. وبشكل عام، تظل الحقوق السلبيّة سارية طالما لم يتدخل طرف ما لسلبها. أما الحق الإيجابيّ فهو الحق المُعرَّض لفعل شخص آخر أو مجموعة أخرى. فلكي يُمارَس الحق الإيجابيّ، فيجب على أفعال طرف آخر أن تُضاف للمعادلة. نظريًا، يحرم الحق السلبيّ الآخرين من التصرف ضد حامل الحق، بينما يُجبر الحق الإيجابيّ الآخرين أن يتصرَّفوا تجاه الحق احترامًا له. وفي إطار نظرية الفيلسوف الألمانيّ إيمانويل كانط في الأخلاق، تحت مسمى الأوامر المُطلقة/أخلاق الواجب Categorical Imperative، يمكن للحقوق السلبيّة أن ترتبط بالواجبات الكاملة، بينما ترتبط الحقوق الإيجابيّة بالواجبات غير الكاملة.
يؤكِّد الليبراليّون على التفريق بين الحقوق السلبيّة والحقوق الإيجابيّة، حيث يعتقدون أن الحقوق الإيجابيّة غير موجودة إلا إذا نصَّ عليها عقد. ينص الإعلان العالمي لحقوق الإنسان الصادر عن الأمم المتحدة على حقوق سلبيّة وإيجابيّة (ولكنه لا يحددها كاملة). كما تتضمَّن دساتير معظم الديمقراطيات الحرة الحقوق السلبيّة، ولكن لا تتضمَّن جميعًا الحقوق الإيجابيّة. تُضمَن الحقوق الإيجابيّة بالقانون، توفر الديمقراطيات الحرة للمواطنين تعليمًا عامًا ممولًا وتأمينًا صحيًّا وحماية اجتماعيّة وفوائد للعاطلين.

## عندما تتعارض
يدور الحديث عن الحقوق باعتبارها طبيعيّة، وفي بعض الأحيان بأنها مطلقة. ولكن عند الممارسة يتدرَّج هذا الإطلاق، حيث تتراتب الحقوق بدرجة الأهمية، فيكون انتهاك الحقوق الأقل أهمية مقبول بشرط أن نحمي الحقوق الأهم من الانتهاك. وبالتالي إذا كان الحق في ألا تُقتل لا يمكن سلبه، يكون الإجبار الواقع على الجميع بأن يمتنعواعن القتل مفهومًا، مع استثناء وحيد: الدفاع عن النفس. يُعتبر طيف واسع من الإلزامات السلبيّة المقبولة (مثل الإلزام بالامتناع عن السرقة والقتل إلخ...) بأنها حقوق مبدئيّة أو حقوق مقبولة من الوهلة الأولى، مما يعني أن شرعيّة تلك الحقوق تُقبل من الوهلة الأولى، ولكنها حتى ولو لم تُساءل فإنها مُعرَّضة للتحليل الأخلاقيّ.
على السارق إلزام سلبيّ بألا يسرق، وعلى ضابط الشرطة إلزام سلبيّ بألا يتتبع الناس. ولكن تتبع ضابط الشرطة للسارق يُسهِّل عملية الحصول على دليل بأنه السارق، وبالتالي يكون انتهاك ضابط الشرطة لإلزام أصغر منَعَ انتهاك السارق لإلزام أكبر. وبالمثل، إذا أطلق الرصاص بائع أو مار بالشارع على السارق (غير المُسلَّح) أثناء عملية السرقة من أجل إثبات الدليل، فلن تقبل معظم المجتمعات الحديثة هذا الفعل باعتباره إثبات للدليل. حيث إن الإلزام الواقع على الجميع بعدم القتل يُعتبر مقبولًا كونيًا بأنه من أعلى –إن لم يكن الأعلى- الحقوق الإلزاميّة عن غيره، وبالتالي يكون سلب هذا الإلزام غير مبرر في سياق الحفاظ على الإلزام الآخر بعدم السرقة. تصرُّ معظم المجتمعات الحديثة على أن هناك مجموعة من الأسئلة الأخلاقيّة يجب أن تُثار قبل أن نعتبر أن السرقة مبررة للقتل.
الحقوق الإيجابيّة تتطلب واجبات. ولكن، وكما نرى في حالة ضابط الشرطة، قد تتعارض ممارسة واجب ما مع إلزامات سلبيّة وتنتهكها (ألا تتصرف تصرفًا مبالغًا فيه وتقتل). ولهذا السبب، لا تعتبر الحقوق الإيجابيّة أبدًا حقوقًا من الوهلة الأولى أخلاقيًّا. ربما يكون للإلزام السلبيّ الأعظم استثناءً واحدًا على الأقل –مثل استثناء الدفاع عن النفس- ولكن أعظم الإلزامات الإيجابيّة تتطلب المزيد من التحليل الأخلاقيّ المُعقَّد. على سبيل المثال، يمكن للشخص أن يبرر أخلاقيًّا فشله في مساعدة عدد صغير أو كبير من الأطفال المصابين في حالة فرز المصابين بعد الكوارث. أدى ذلك بالأخلاقيّون إلى اعتبار الحقوق الإيجابيّة مستحدثة على الحقوق السلبيّة بوجه عام لأنها ليست حقوقًا من الوهلة الأولى. يعتقد بعض النُقَّاد أن خروج الحقوق الإيجابيّة عن كونها حقوق من الوهلة الأولى ينطوي على ضرورة التعاقد بشأنها.
يلخص الفيلسوف فردريك باستيا هذا الصراع بين الحقوق الإيجابيّة والسلبيّة بقوله:
كتب لي ألفونس دو لامارتين ذات يوم: 
. وفي الحقيقة من المستحيل بالنسبة لي أن أفصل كلمة «إخاء» عن كلمة «إراديّ». من المستحيل أن أتصور الإخاء مُطبَّقًا قانونًا سوى بتدميره للحرية، وبإهداره للعدالة.}}
وطبقًا لجان نارفيسون، يخطئ البعض عندما يظنون أنه لا يوجد فرق بين الحقوق السلبيّة والإيجابيّة، قائلين أن الحقوق السلبيّة تتطلب الشرطة والمحاكم من أجل تطبيقها. يقول أن السؤال عن من له الحق أن يفعل الشيء ومن له الحق أن يطبق القانون بالقوة، هما مسألتين منفصلتين. إذا كانت الحقوق سلبيّة فقط فإنها تعني ببساطة أنه ليس من واجب أحد أن يطبِّقها بالقوة، ولكن يمكن للأفراد أن يحصلوا على التعاون السلميّ من أجل حماية حقوقهم. ويقول بالتالي: «إن الفصل بين الحقوق السلبيّة والإيجابيّة صارم». يرى الليبراليّون أن الحقوق الإيجابيّة، بما يتضمَّن الحق في الحصول على الحماية، لا توجد إلا بالنص عليها في عقد. وهذا لا يعني أن أولئك الذين يحملون تلك الرؤية يعتقدون أن الشرطة ليست مُجبرة على حماية حقوق المواطنين. لأنهم يتعاقدون مع صاحب العمل بالحماية من العنف، فقد خلقوا إلزامًا على صاحب العمل. الحق السلبيّ في الحياة يسمح للفرد بالدفاع عن نفسه ضد أي شخص يحاول قتله، أو أن يحصل على مساعدة إراديّة من الغير ليدافع عن نفسه، ولكنه لا يستطيع أن يُجبر غيره على أن يدافع عنه. لأن إجبار شخص أن يدافع عن حقوق الشخص المُجبِر أو حماية حقوق طرف ثالث يعني انتهاك الحقوق السلبيّة لهذا الفرد المُجبَر.
يرى المدافعون عن وجود فصل بين الحقوق السلبيّة والإيجابيّة أن حضور الشرطة أو الجيش ليس بسبب أي حق إيجابيّ لأداء هذه الخدمة من أجل المواطنين، ولكن لأنه نوع من الاحتكار الطبيعيّ أو المنفعة العامة، الذي يميِّز أي مجتمع ناشئ يلتزم بمفهوم الحقوق السلبيّة فقط. يناقش روبرت نوزيك هذا المفهوم باستفاضة في «الأناركيّة والدولة واليوتوبيا».

### في الطب
في مجال الطب تتعارض الحقوق الإيجابيّة للمريض مع الحقوق السلبيّة للطبيب. في مناطق خلافيّة مثل الإجهاض والانتحار المُسهَّل، ربما يرفض بعض الأطباء من تقديم الخدمة لأغراض أخلاقيّة أو فلسفيّة. فإذا رفض عدد معتبر من الممارسين نتيجة لأوامر الضمير، وهو حق مضمون ببنود الضمير في العديد من الهيئات القضائيّة، لن تكون هناك وسيلة أمام المريض للحصول على حقه الإيجابيّ. كانت تلك هي الحالة عند جانيت موردوك، وهي امرأة من مونتانا لم تجد أي طبيب يساعدها على الانتحار في 2009. أصبحت تلك المناظرة حول الحقوق السلبيّة والإيجابيّة محل تركيز في الطب، خاصة بين الأخلاقيّ المُحافظ ويلسي ج. سميث والأخلاقيّ الطبيعيّ يعقوب م. آبيل، يكتب آبيل في مناقشة قضية مونتانا:

## النقد
تمتع شخص ما بحقوق إيجابيّة يعني وجود واجبات إيجابيّة لدى الآخرين (أن يقوموا بأفعال معينة)، بينما تنطوي الحقوق السلبيّة على واجبات سلبيّة (أن يتجنَّبوا أفعالًا معينة). يشكك في ذلك الفيلسوف هنري شو، فهو يعتقد أن الحقوق بغض النظر عن كونها إيجابيّة أو سلبيّة فهي تتضمن النوعين من الواجبات. وبعبارة أخرى، يقول شو أن حماية حق ستتطلب تجنُّب (واجب «سلبيّ») ولكنها ستتطلب أيضًا أفعال وقائيّة (واجب «إيجابيّ»). ربما يكون التفريق بين الحقوق السلبيّة والإيجابيّة للتأكيد فقط، ولكنه غير مفيد لوصف أي حق ومتطلباته من النوعين من الواجبات.
بالنسبة لشو، تُفهم الحقوق دائمًا بأنها تواجه أخطارًا أساسيّة ضد البشريّة. والتعامل مع هذه الأخطار يتطلب جميع أنواع الواجبات، والتي يمكن أن تنقسم مع الزمن (إذا فشل تجنب التصرفات المضرة، عليك بالبدء في إصلاح التلفيات)، وتنقسم أيضًا حول الناس. المغزى من هذا الرأي، أن أي حق يثير ثلاث أنواع من الواجبات (التجنب، الحماية، الإصلاح). فالتعامل مع خطر القتل على سبيل المثال سيتطلب أن يمارس الفرد التجنب (القاتل المُحتمل يجب ألا يقتل)، وسيتطلب الحماية (الشرطة تقبض على القاتل، أو المار بالطريق ليبلغ الشرطة) والآخرين من أجل الإصلاح (الطبيب يعالج المصاب). لذلك لن يُصان الحق السلبيّ في عدم القتل إلا خلال تلك الواجبات جميعًا. ويذهب شو أبعد من ذلك قائلًا أن هذا التفريق ربما يكون ضارًا، لأنه قد يؤدي إلى إهمال بعض الحقوق. 
ينتقد جيمس ب. ستيربا انتقادات مماثلة. قائلًا أن أي حق يمكنه أن يكون سلبيًا أو إيجابيًا بناءً على اللغة المُستخدمة في تعريفه، ويكتب:
أعاد ستيربا صياغة الحق الإيجابيّ التقليديّ ووضعه في صورة تدابير، في صورة حق سلبيّ بألا يُمنَعوا من أخذ موارد بأنفسهم.. وبالتالي تتطلب جميع الحقوق واجبات إيجابيّة وسلبيّة، ولكن يبدو أن الحقوق التي لا تتضمن العمل القسريّ يمكن صياغتها في شكل حقوق إيجابيّة أو سلبيّة. لن يكون التفريق بين الحقوق الإيجابيّة والسلبيّة مفيدًا، أو مبررًا، لأن الحقوق المتطلبة لتدابير العمل يمكن إعادة صياغتها من «الحق في التعليم» و«الحق في الصحة» إلى «الحق في أخذ المال الفائض للدفع للمدرسين» و«الحق في أخذ المال الفائض للدفع للأطباء».
لصحية هو حق إيجابي.